# سیاره ممنوعه
سیاره ممنوعه (Forbidden Planet) فیلمی آمریکایی محصول ۱۹۵۶ در سبک علمی تخیلی است. از این فیلم به عنوان یکی از بهترین فیلم‌های علمی تخیلی دهه ۱۹۵۰ یاد می‌شود.
کارگردان فیلم فرد ام. ویلکاکس، فیلم‌نامه‌نویس آن سیریل هیوم، و هنرپیشگان اصلی آن والتر پیجن، آن فرانسیس و لسلی نیلسن هستند. شخصیت‌ها و صحنه‌سازی‌های این فیلم را با نمایشنامه طوفان ویلیام شکسپیر مقایسه کرده‌اند.
سیاره ممنوعه نخستین فیلم علمی تخیلی است که در آن انسان‌ها در ستاره‌پیماهای ساختهٔ دست خود در فضا سفر می‌کنند. همچنین نخستین فیلمی است که داستان آن به‌طور کامل در سیاره‌ای دور از زمین اتفاق می‌افتد.

## داستان

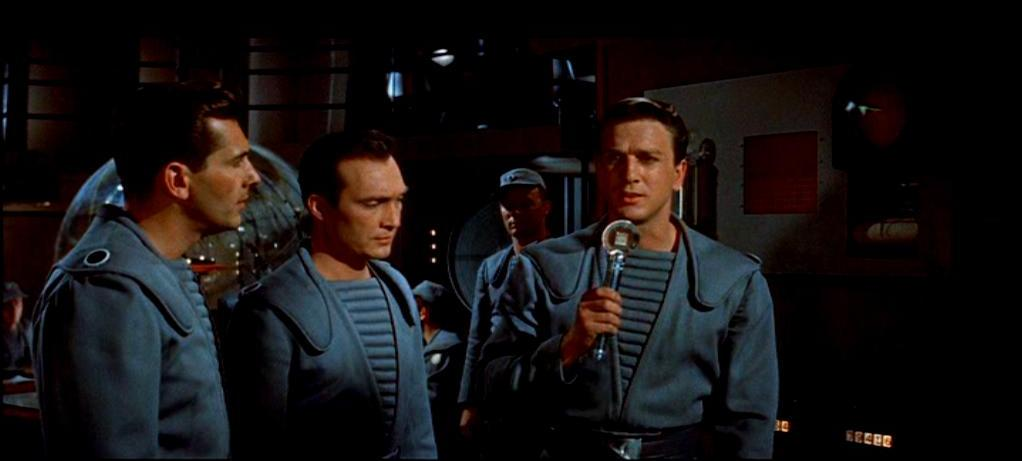
سکانسی از فیلم

یک سفینه فضایی به شکل بشقاب پرنده از زمین به یک سیاره خیلی دور به نام طائر ۴ که پیرامون ستاره کرکس پرنده می‌گردد، فرستاده می‌شود تا از وضعیت دانشمندان مستقر در آنجا که مدّتی است ارتباطشان با زمین قطع شده، اطلاعاتی به دست آورد. گروه اعزامی، فقط یکی از دانشمندان را زنده پیدا می‌کنند که دکتر موربیوس است و دخترش نیز با اوست و رباتی به نام «رابی» که به آن‌ها کمک می‌کند. دکتر موربیوس موفق شده است تا بخشی از فناوری‌های مربوط به موجودات فرازمینی که در این سیاره سکونت داشته‌اند و سده‌ها پیش از میان رفته‌اند، کشف کند. در همین محل است که گروه اعزامی متوجه حضور یک هیولای خطرناک نامرئی می‌شوند که بعداً معلوم می‌گردد تجسم‌یافتهٔ بخش ناخودآگاه ذهن دکتر موربیوس است که فناوری‌های فرازمینیان آن را تجسم بخشیده است. موربیوس پس از درک این مسئله به فرمانده گروه اعزامی می‌گوید تا اهرمی را در دستگاهی فشار دهد که موجب انفجار سیاره پس از ۲۴ ساعت خواهد شد. گروه اعزامی پس از ترک سیاره از دور شاهد انفجار و نابودی طائر ۴ هستند.